# سیغناغی
سیغناغی (به گرجی: სიღნაღი) شهری در استان کاختی گرجستان است. جمعیت این شهر طبق سرشماری سال ۲۰۰۹ میلادی ۲٬۳۰۰ نفر بوده‌است.

## نگارخانه

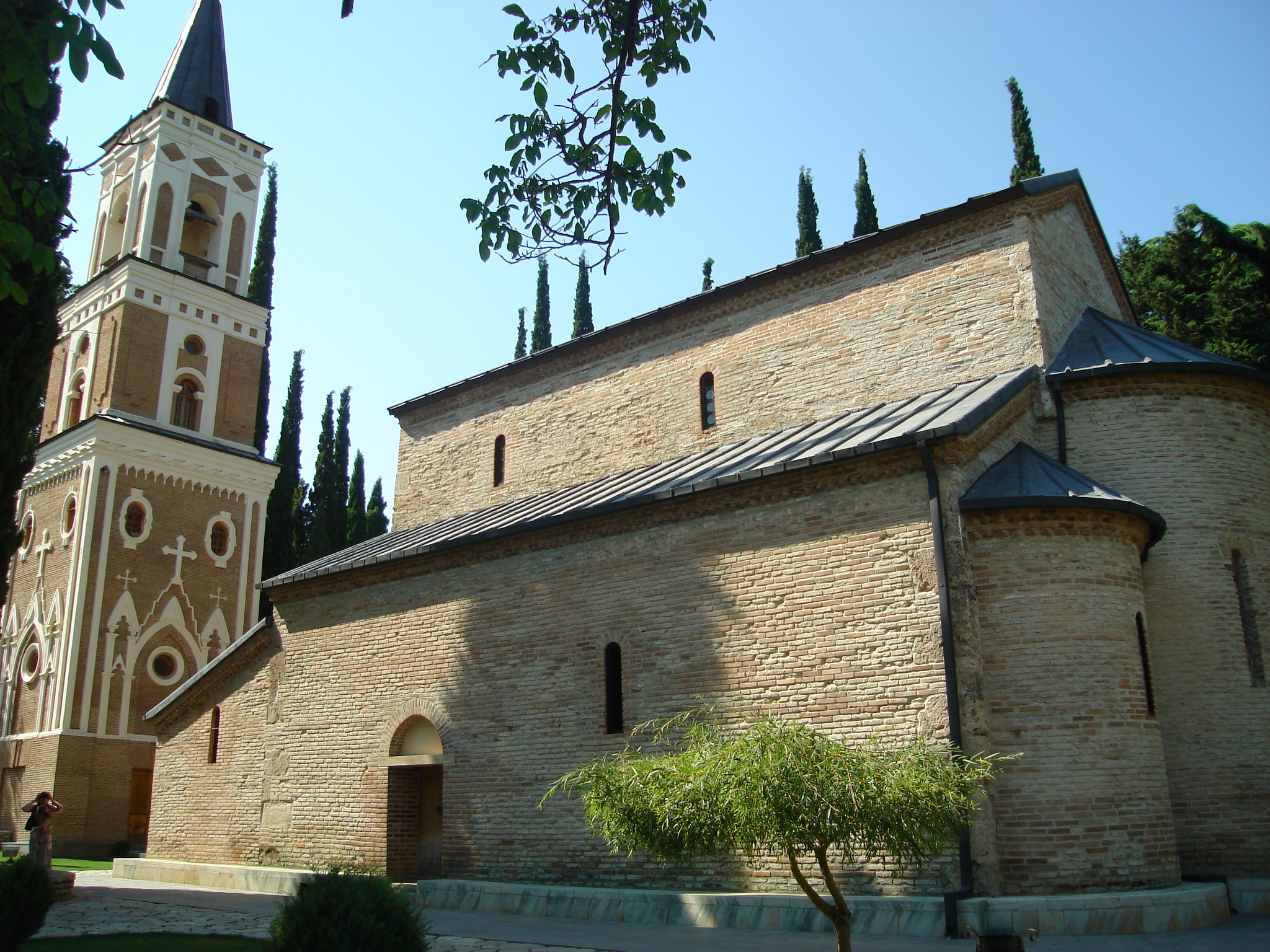
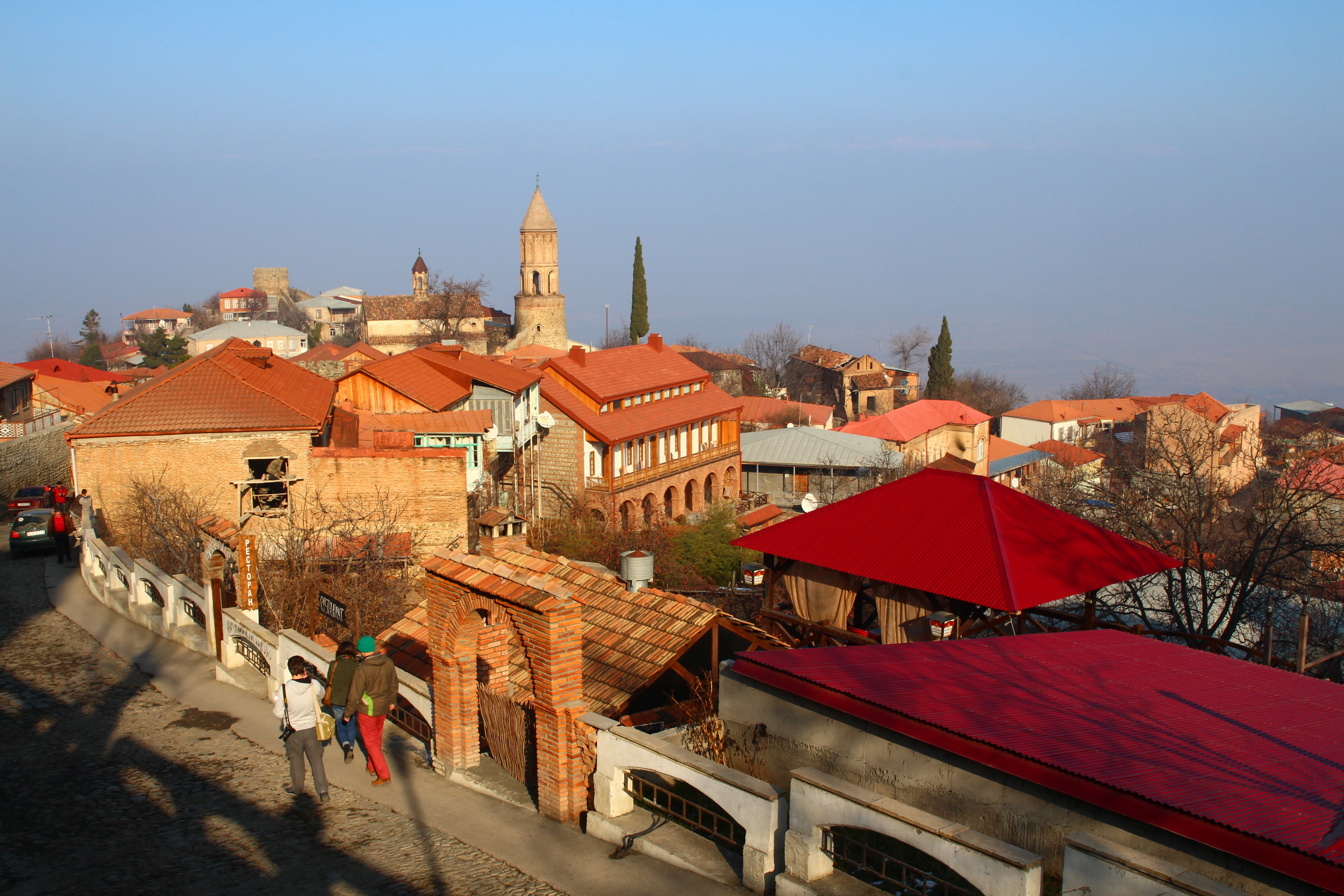
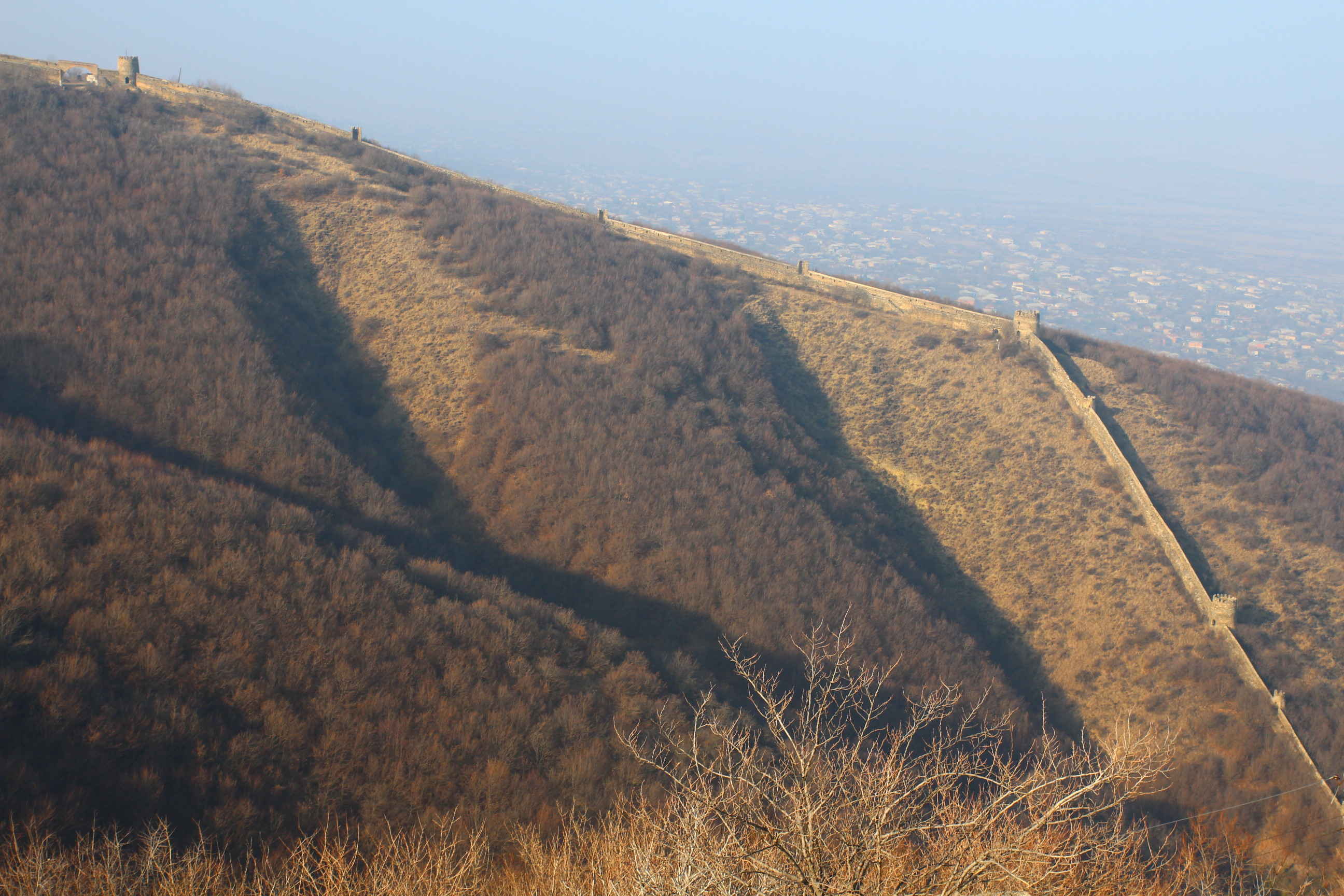